# Harzgerode
Harzgerode é um município da Alemanha, situado no distrito de Harz, no estado de Saxônia-Anhalt. Tem 164,57 km² de área, e sua população em 2019 foi estimada em 7.709 habitantes.